# Ceratonereis longicirrata
Ceratonereis longicirrata är en ringmaskart som beskrevs av Perkins 1980. Ceratonereis longicirrata ingår i släktet Ceratonereis och familjen Nereididae. Inga underarter finns listade i Catalogue of Life.